# Thomas J. Cason
Thomas Jefferson Cason, född 13 september 1828 i Union County, Indiana, död 10 juli 1901 i Washington, D.C., var en amerikansk republikansk politiker. Han var ledamot av USA:s representanthus 1873–1877.
Cason arbetade som lärare, studerade juridik och inledde 1850 sin karriär som advokat i Indiana. Han tillträdde 1873 som kongressledamot. Efter fyra år i representanthuset efterträddes han 1877 som kongressledamot av Michael D. White. Cason avled 1901 och gravsattes på Oak Hill Cemetery i Lebanon i Indiana.